# 狩野永悳
狩野 永悳（かのう えいとく、文化11年12月15日（1815年1月24日） - 明治24年（1891年）1月29日）は幕末から明治期の狩野派（江戸狩野）の絵師、日本画家。安土桃山時代を代表する絵師・狩野永徳と同じ読みであるが、無論別人である。狩野栄信の六男。兄に木挽町を継いだ長兄狩野養信、朝岡氏に養子入りし『古画備考』を著した次兄朝岡興禎、浜町狩野家を継いだ五兄狩野董川中信がいる。

## 略伝
江戸木挽町に生まれる。本名は立信、幼名は熊五郎、晴雲斎とも号した。狩野宗家中橋狩野家・狩野祐清邦信の養子となり、後に宗家中橋家第15代となった。嘉永元年（1848年）幕府御用絵師となり、安政4年（1857年）法橋、翌年法眼に除す。徳川家斉から徳川家茂までの4代の将軍に仕え、弘化年間の江戸城本丸御殿再建における障壁画制作など、幕府御用を多く手がけた。
明治維新後も皇居造営の際に、皇后宮御殿御杉戸や小襖に多くの作品を描く。明治11年（1878年）に来日し日本美術の研究を始めたアーネスト・フェノロサに、古画の研究と鑑定法を教授する。甥の狩野友信と連書で、フェノロサに一代狩野姓を許し「狩野永探理信」の名を与えるなど、日本における美術史学の形成にも間接的に寄与した。明治17年（1884年）の第二回内国絵画共進会には審査員として「虎渓三笑図」を出品、銀賞を受ける。鑑画会には古画の鑑定委員として設立当初から参加しているが、フェノロサの関心が新画工の育成に移ると次第に離れていく。明治20年（1887年）明治宮殿杉戸絵を揮毫し、同22年（1889年）臨時全国宝物取調局臨時鑑査掛となる。明治23年（1890年）10月2日帝室技芸員となり、「狩野家鑑定法ニ就テ」（『国華』12号）を著したが、翌年77歳で亡くなった。戒名は永悳院殿晴雪斎立信日善大居士。墓所は池上本門寺と京都市妙覚寺。
弟子に、一時は養子となった武内桂舟、同じく養子となり中橋狩野家16代当主を継いだ狩野忠信、鑑画会の中心画家として活躍した小林永濯、田中（狩野）永雲。また、川辺御楯も最初永悳に学び、河鍋暁斎は晩年狩野派を継承するため、永悳に入門し直している。

## 代表作
| 作品名                         | 技法           | 形状・員数             | 寸法（縦x横cm） | 所有者                     | 年代                       | 落款・印章                                   | 備考 |
| ------------------------------ | -------------- | ---------------------- | --------------- | -------------------------- | -------------------------- | -------------------------------------------- | --- |
| 四季山水図（右幅・中幅・左幅） | 絹本墨画金泥引 | 3幅対                  | 108x41.4（各）  | ボストン美術館             | 1849年（嘉永2年）          |                                              | |
| 武者図屏風                     | 紙本金地著色   | 六曲一双               |                 | ライデン国立民族学博物館   | 1856年（安政3年）          |                                              | オランダから贈られた軍艦・観光丸の返礼として、オランダ国王ウィレム3世に贈呈した屏風10双のうちの1つ。右隻は後三年の役において鳥海弥三郎に右眼を射られた鎌倉景正が、直ちに弥三郎を追う場面。左隻は『平家物語』待賢門の軍で、八町次郎に熊手を引っ掛けられた平頼盛がこれを切り落とした場面。                                                |
| 風俗・物語・花鳥図画帖         | 絹本著色       | 2帖100図のうち上帖15図 |                 | ウィーン美術史美術館       | 1869年10月（明治2年9月）頃 |                                              | 住吉弘賢、服部雪斎、松本楓湖、歌川広重 (3代目)、豊原国周と合作。本画帖は日墺修好通商航海条約締結の際、返礼として明治天皇からオーストリア＝ハンガリー帝国皇帝・フランツ・ヨーゼフ1世に贈られた贈り物の一つ。永悳は上帖冒頭の15図を担当し、「彦根屏風」に倣った双六図など日本の風俗を描いている。なお画帖の予算は、2冊で400両ほどだった。 |
| 四季花籠図                     | 杉板地著色     | 2面                    |                 | 宮内庁                     | 1888年（明治21年）         |                                              | |
| 富士図                         | 絹本著色       | 1幅                    | 171.1x68.5      | 三の丸尚蔵館               | 1889年（明治22年）頃       | 款記「行年七十六歳永悳藤原立信謹畫之」/印3顆 | 滝和亭筆「住吉図」、野口幽谷筆「吉野図」ら3幅対のうち中幅。嘉仁親王（後の大正天皇）立太子の際に、宮内庁侍医および武官一同より献上。 |
| 画帖                           | 絹本           | 32点                   |                 | パリ市立チュルヌスキ美術館 |                            |                                              | |

## 参考資料
- 日本美術院百年史編集室編 『日本美術院百年史 第一巻 上』 日本美術院、1989年
- 高階秀爾監修 『絵画の明治 近代国家とイマジネーション』 毎日新聞社、1996年、ISBN 978-4-620-60508-1